# سییا نییزکی
سییا نییزکی (انگلیسی: Seiya Niizeki؛ زادهٔ ۲۸ آوریل ۱۹۹۹) بازیکن فوتبال اهل ژاپن است.
از باشگاه‌هایی که در آن بازی کرده‌است می‌توان به باشگاه فوتبال شیمیزو اس-پالس اشاره کرد.